# Військовий ординаріат Португалії

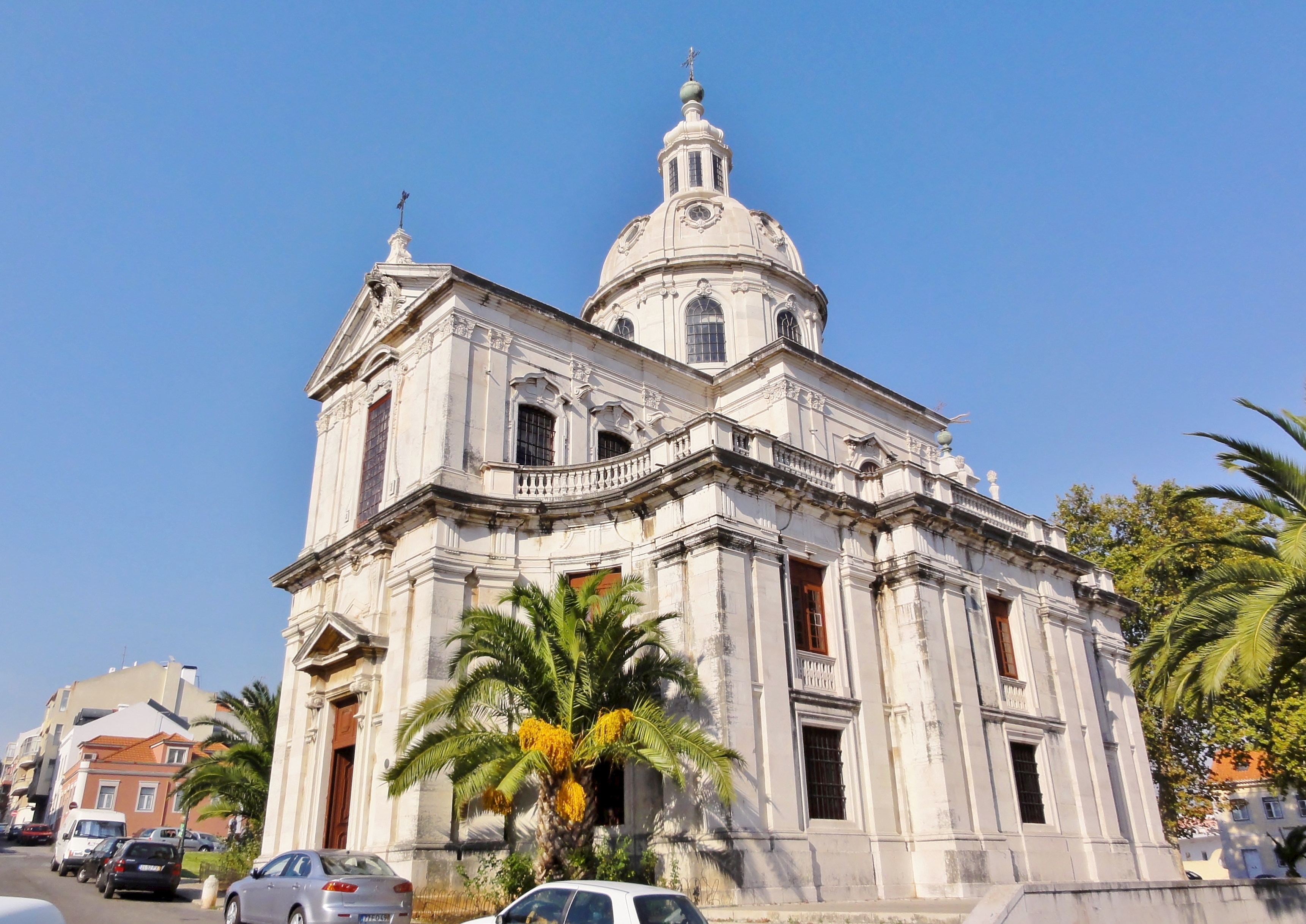
Головний храм ординаріату — Церква Діви Марії-Визволительки.

Військо́вий ординаріа́т Португа́лії (лат. Ordinariatus Militaris Lusitaniae; порт. Ordinariato Castrense de Portugal) — військовий ординаріат і особлива діоцезія Католицької церкви в Португалії. Підпорядковується безпосередньо Святому Престолу. Обслуговує членів португальських збройних сил, сил безпеки, національної гвардії, поліції та членів їхніх родин. Заснований 29 травня 1966 року декретом «De spirituali» папи Павла VI як інститут військового капеланства в Португалії. Постав на основі Лісабонського патріархату. 21 квітня 1986 року отримав статус ординаріату згідно з буллою «Spirituali militum curae» папи Івана-Павла ІІ. Головний храм — Церква Діви Марії-Визволительки в Лісабоні, так звана Церква пам'яті. У 2013—2018 роках очолювався портуським єпископом Мануелем да Сілвою. Інша назва — Діоце́зія збро́йних сил і сил безпе́ки Португа́лії (пол. Diocese das Forças Armadas e de Segurança)

## Голови

### Апостольські вікарії Португалії
- 29 травня 1966 — 14 січня 1972: Мануел Гонсалвіш Сережейра[1].
- 24 січня 1972 — 21 квітня 1986: Антоніу Рібейру[1]

### Апостольські ординарії Португалії
- 21 квітня 1986 — 24 березня 1998: Антоніу Рібейру[1]
- 24 березня 1998 — 3 травня 2001: sede vacante
- 3 травня 2001 — 10 жовтня 2013: Жануаріу Торгал Мендеш-Феррейра[1]
- 10 жовтня 2013 — 15 березня 2018: Мануел да Сілва-Родрігеш-Лінда[1]
- з 15 березня 2018: sede vacante

## Статистика
Статистика згідно з «Annuario Pontificio»:
| Рік  | священики | священики | священики | диякони | ченці    | ченці | парафії |
| Рік  | загалом   | секулярні | релігійні | диякони | чоловіки | жінки | парафії |
| ---- | --------- | --------- | --------- | ------- | -------- | ----- | ------- |
| 1999 | 56        | 51        | 5         |         | 5        |       |         |
| 2000 | 51        | 42        | 9         |         | 9        |       |         |
| 2001 | 53        | 42        | 11        |         | 11       |       |         |
| 2002 | 53        | 42        | 11        |         | 11       |       |         |
| 2003 | 47        | 39        | 8         |         | 8        |       |         |
| 2004 | 54        | 44        | 10        |         | 10       |       |         |
| 2013 | 36        | 30        | 6         |         | 6        |       | 36      |
| 2016 | 37        | 33        | 4         |         | 4        |       | 36      |